# Gero Ivers

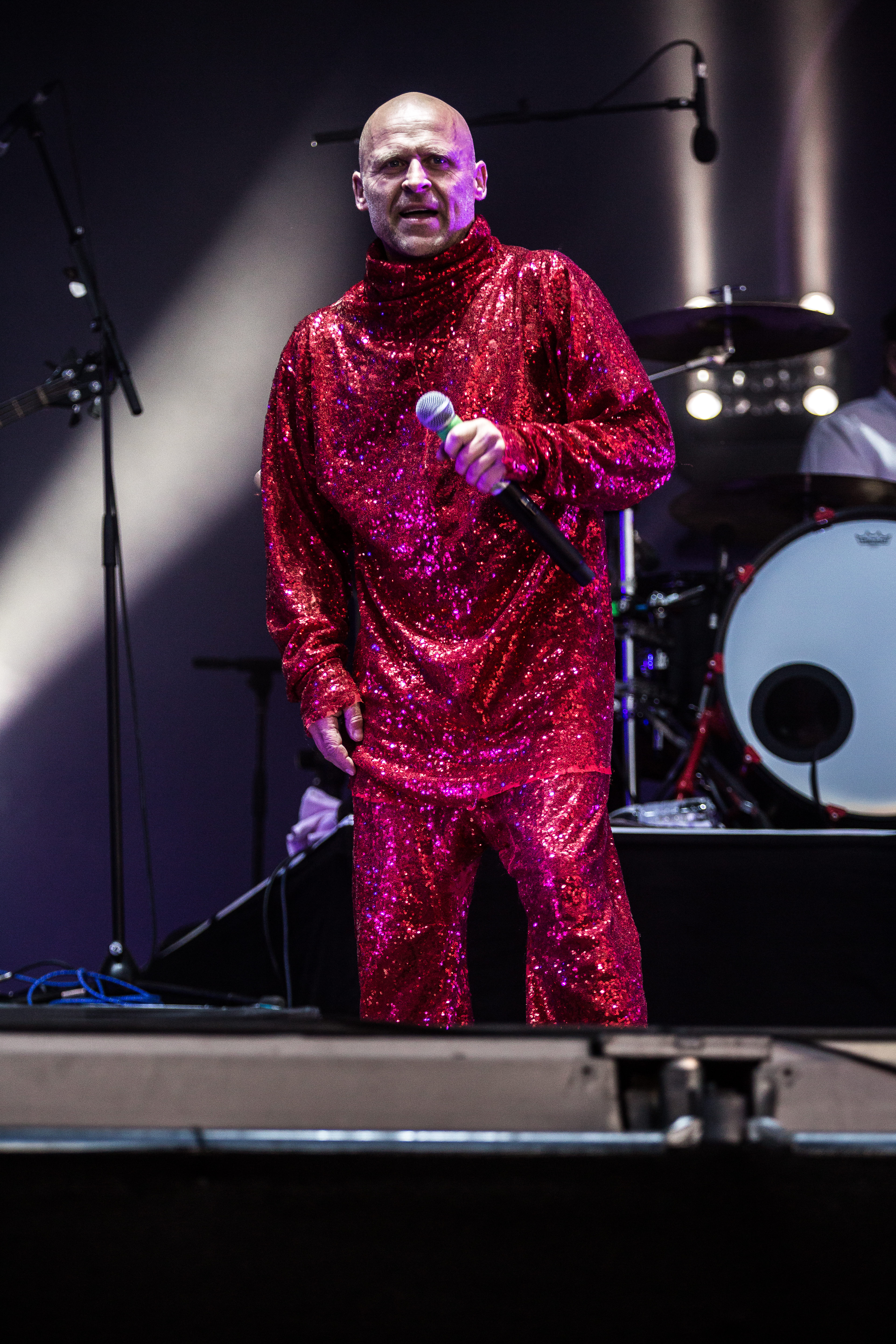
Gero Ivers auf dem Rockharz Open Air 2018

Gero Ivers (geb. Beulshausen), Künstlername Stumpen (* 24. August 1964 in Berlin-Köpenick), ist ein deutscher Musiker und Frontmann sowie Sänger der Band Knorkator.

## Leben und Wirken

### Privates
Gero Ivers ist der Sohn von Gerhard und Beata Beulshausen und hat zwei Geschwister. Er besuchte die Polytechnische Oberschule Marschall Shukow und die Erweiterte Oberschule Gerhart Hauptmann in Berlin-Friedrichshagen. Nach einer Ausbildung zum Kaufmann und dem Wehrdienst arbeitete er zunächst im Außenhandel.
Ivers lebt mit seiner Frau, seinem Sohn und seiner Tochter in Berlin-Friedrichshagen.

### Musikalische Laufbahn
Ab dem Alter von sechs Jahren erhielt Ivers an der Musikschule Bezirk Köpenick zunächst Klavier-, später Geigenunterricht, bevor er zu einer klassischen Gesangsausbildung bei Klaus Kühling wechselte. Mit 14 Jahren sang er an der Staatsoper Berlin den Hirtenknaben in Puccinis Oper Tosca. Nach dem Stimmbruch wandte er sich der Rock- und Pop-Musik zu. Er lernte Gitarre und Mundharmonika und spielte gemeinsam mit seinem Bruder seine ersten Konzerte in der Nachbarschaft. 1980 gründete er mit einigen Schulfreunden seine erste Band. Mit der Band Funkreich erlangte er vor dem Komitee für Unterhaltungskunst seinen Musiker Berufsausweis und tourte durch die DDR.
1994 gründete er mit Alf Ator, mit dem er in der Band Funkreich gespielt hatte, die Band Knorkator. Vorher war er Sänger, Komponist und Liedtexter mit Christian Gerlach und Robert Gläser in der Band Beulshausen. Nach der zwischenzeitlichen Auflösung von Knorkator trat er von September 2009 bis Januar 2011 mit Buzz Dee in der Veranstaltungsreihe „Stumpen liest immer alles, singt vielleicht, trinkt bestimmt und Buzz Dee wird benutzt“ auf, die bereits zu seinem Solo-Programm gehörte.
Seit 2024 geht Ivers mit seiner Tochter Agnetha und Sebastian Baur unter dem Titel "Stumpen mit Kind und Kegel" auf Tour. Die Auftritte setzen sich aus Vorträgen, Gedichten, Interaktion und Gesang zusammen.
Im 2024 erschienenen Musikvideo von Hans Werner Olm "Hatta Klima" spielt Ivers einen Autoverkäufer. Buzz Dee ist als Gitarrist zu sehen, Tochter Agnetha hat einen Gesangspart übernommen.

## Diskografie
Mit Beulshausen
| Jahr | Titel                                | Höchstplatzierung, Gesamtwochen, AuszeichnungChartsChartplatzierungen (Jahr, Titel, Platzierungen, Wochen, Auszeichnungen, Anmerkungen) | Anmerkungen                                |
| Jahr | Titel                                | DE | Anmerkungen                                |
| ---- | ------------------------------------ | --- | ------------------------------------------ |
| 2010 | Beulshausen EastWest / Nuclear Blast | — | Erstveröffentlichung am 21. September 1991 |

Mit Knorkator
Mit Buzz Dee & Ally Storch
- Jesang Zur Jitarre Und Manchmal Och Jeije (2010)

Mit Kai Lüftner
- Rotz ‘n’ Roll Radio (2014)[8]

Mit Elli Berlin
- Mutterherz (2022), Single

Mit Robse
- Kleine weisse Friedenstaube (2024), Single

## Hörbücher
- Die Räuber - REMIXED (Friedrich Schiller, Carolin-Therese Wolff); Sprecher[9]

## Trivia
Stumpen begann 1988/89, sich tätowieren zu lassen. Mittlerweile ist sein Körper teils flächig, teils mit Ornamenten aus unterschiedlichen Kulturkreisen (Borneo, keltisch, japanisch) versehen. Im Dezember 2008 rasierte sich Stumpen vor dem letzten Gastspiel und der Auflösung von Knorkator in der Berliner Columbiahalle das Haar und versteigerte es für rund 300 Euro auf Ebay.